# WGC - Bridgestone Invitational 2010
De WGC - Bridgestone Invitational is een van de vier jaarlijkse golftoernooien van de World Golf Championships.
De 13de WGC - Bridgestone Invitational werd van 5-8 augustus 2010 gespeeld en werd voor de elfde keer op de Firestone Golf Club in Akron georganiseerd. Titelhouder is Tiger Woods, die in 2009 het toernooi voor de zevende keer won. Het prijzengeld in 2010 is $ 8.500.000, ongeveer € 6.248.950.

## Verslag
Dit toernooi ging over 72 holes, en alle spelers deden vier dagen mee. De par van de baan is 70.

### Ronde 1
Bubba Watson speelde in de ochtendronde en nam de leiding met -6, en niemand van de middagronde heeft dat verstoord. Vier spelers staan op -4: Phil Mickelson, Kenny Perry, Adam Scott en Graeme McDowell. Vijf spelers staan op -3. In totaal staan 25 spelers onder par.

### Ronde 2
Na de ochtendronde stond Retief Goosen voorlopig aan de leiding, terwijl Watson net een dubbel-bogey had gemaakt en nog 14 holes moest spelen. Aan het einde van de dag bleek er weinig te zijn veranderd. Tiger Woods, die in 11 jaar dit toernooi 7 keer gewonnen heeft, staat met +6 op een gedeeld 72ste plaats. Lee Westwood stond zelfs op +7 en heeft zich teruggetrokken.

### Ronde 3
Retief Goosen speelde als leider in de laatste partij, maar begon meteen met een triple-bogey en kwam dus op -4. Ryan Palmer verbeterde het toernooirecord en kwam na een ronde van 63 (-7) aan de leiding, die hij moest delen met Sean O'Hair. Iets later kwam Katsumasa Miyamoto zelfs met een ronde van 62 binnen en kwam in de top 10. Peter Hanson is de enige Europese speler in de top 10.

### Ronde 4
Tiger Woods is bijna onderaan de lijst geëindigd, niet alleen omdat hij vandaag een ronde van +7 maakte. Zijn totaal is +18.

Phil Mickelson maakte deze ronde een nog slechtere score. Op de eerste negen holes verloor hij al zes slagen, daarna volgden nog drie bogeys en op de laatste hole slaagde hij er pas in een birdie te maken.

Bo Van Pelt miste op de laatste hole een 5-voet-birdie-putt en bleef op een gedeeld derde plaats.

Hunter Mahans kaart van de vierde ronde toonde geen enkele bogey, hij scoorde -6 voor een totaal van -12 en won het toernooi met twee slagen voorsprong op Ryan Palmer.
- Live Leaderboard

| Eindstand | Naam               | R1 | Score | Nr  | R2 | Score | Totaal | Nr  | R3 | Score | Totaal | Nr  | R4 | Score | Totaal |
| --------- | ------------------ | -- | ----- | --- | -- | ----- | ------ | --- | -- | ----- | ------ | --- | -- | ----- | ------ |
| 1         | Hunter Mahan       | 71 | +1    | T27 | 67 | -3    | -2     | T18 | 66 | -4    | -6     | T7  | 64 | -6    | -12    |
| 2         | Ryan Palmer        | 70 | par   | T24 | 68 | -2    | -2     | T18 | 63 | -7    | -9     | 1   | 60 | -1    | -10    |
| T3        | Bo Van Pelt        | 67 | -3    | T6  | 68 | -2    | -5     | T4  | 69 | -1    | -6     | T7  | 67 | -3    | -9     |
| T3        | Retief Goosen      | 67 | -3    | T6  | 66 | -4    | -7     | 1   | 73 | +3    | -4     | T16 | 65 | -5    | -9     |
| 5         | Sean O'Hair        | 67 | -3    | T6  | 70 | par   | -3     | T11 | 64 | -6    | -9     | 1   | 71 | +1    | -8     |
| T6        | Jim Furyk          | 72 | +2    | T34 | 68 | -2    | -2     | T18 | 69 | -1    | -3     | T20 | 64 | -6    | -7     |
| T6        | Jeff Overton       | 67 | -3    | T6  | 70 | par   | -3     | T11 | 67 | -3    | -6     | T7  | 69 | -1    | -7     |
| 8         | Peter Hanson       | 69 | -1    | T18 | 66 | -4    | -5     | T4  | 68 | -2    | -7     | T4  | 71 | +1    | -6     |
| T9        | Matt Kuchar        | 69 | -1    | T18 | 67 | -3    | -4     | T7  | 66 | -4    | -8     | 3   | 73 | +3    | -5     |
| T10       | Louis Oosthuizen   | 72 | +2    | T34 | 70 | par   | +2     | T49 | 68 | -2    | par    | T36 | 65 | -5    | -5     |
| T10       | Adam Scott         | 66 | -4    | T2  | 70 | par   | -4     | T7  | 72 | +2    | -2     | T24 | 67 | -3    | -5     |
| T22       | Justin Leonard     | 68 | -2    | T10 | 66 | -4    | -6     | T2  | 69 | -1    | -7     | T4  | 76 | +6    | -1     |
| T22       | Ernie Els          | 69 | -1    | T18 | 70 | par   | -1     | T24 | 64 | -6    | -7     | T4  | 76 | +6    | -1     |
| T20       | Kenny Perry        | 66 | -4    | T2  | 73 | +3    | -1     | T24 | 68 | -2    | -3     | T20 | 71 | +1    | -2     |
| T24       | Graeme McDowell    | 66 | -4    | T2  | 73 | +3    | -1     | T24 | 68 | -2    | -3     | T20 | 72 | +2    | -1     |
| T24       | Bubba Watson       | 64 | -6    | 1   | 71 | +1    | -5     | T4  | 70 | par   | -5     | T10 | 74 | +4    | -1     |
| T33       | Katsumasa Miyamoto | 71 | +1    | T27 | 72 | +2    | +3     | T58 | 62 | -8    | -5     | T10 | 75 | +5    | par    |
| T46       | Phil Mickelson     | 66 | -4    | T2  | 68 | -2    | -6     | T2  | 71 | +1    | -5     | T10 | 78 | +8    | +3     |

## Goede doelen
De opbrengst van de ticketsverkoop en het tentendorp gaat naar verschillende liefdadigheidsinstellingen in N.O. Ohio. In 2009 werd over $830.000 bijgedragen. Sinds de eerste Invitational werd $19.000.000 aan goede doelen besteed.

## De spelers
Van de 81 deelnemer hebben 31 spelers de Amerikaanse nationaliteit, 29 spelers komen uit Europa. Spelers kunnen door meer dan één categorie voor dit toernooi kwalificeren, zij worden dus dubbel op de lijst vermeld.
| Top-50 van de OWGR (2-8-2010): 1. Tiger Woods 2. Phil Mickelson 3. Lee Westwood 4. Steve Stricker 5. Jim Furyk 6. Ernie Els 7. Luke Donald 8. Rory McIlroy 9. Paul Casey 10. Ian Poulter 11. Graeme McDowell 12. Anthony Kim 13. Martin Kaymer 14. Robert Allenby 15. Pádraig Harrington 16. Louis Oosthuizen 17. Retief Goosen 18. Edoardo Molinari 19. Justin Rose 20. Ross Fisher 21. Zach Johnson 22. Sean O'Hair 23. Tim Clark 24. Henrik Stenson 25. Camilo Villegas 26. Matt Kuchar 27. Lucas Glover 28. Charl Schwartzel 29. Dustin Johnson 30. Y E Yang 31. Hunter Mahan 32. Robert Karlsson 33. Nick Watney 34. Geoff Ogilvy 35. Rickie Fowler 36. Francesco Molinari 37. Miguel Ángel Jiménez 38. Stewart Cink 39. Ángel Cabrera 40. Kenny Perry 41. Alvaro Quiros 42. Ryan Moore 43. Ben Crane 44. K J Choi 45. Adam Scott 46. Sergio Garcia 47. Jeff Overton 48. Scott Verplank 49. Bo Van Pelt 50. Rhys Davies | Bovendien de volgende spelers: - Winnaars van bepaalde grote toernooien: - Graeme McDowell, winnaar US Open - Yuta Ikeda, winnaar Bridgestone Open 2009 - Katsumasa Miyamoto, winnaar Japan Golf Tour Championship 2010 - Robert Allenby, winnaar PGA Kampioenschap van Australië - Hennie Otto, winnaar Vodacom Kampioenschap 2010 - K J Choi, winnaar Isjandar Johor Open 2009 - Leden van het Ryder Cup team 2008 - Paul Azinger - Chad Campbell - Stewart Cink - Ben Curtis - Jim Furyk - J.B. Holmes - Anthony Kim - Justin Leonard - Hunter Mahan - Phil Mickelson - Kenny Perry - Steve Stricker - Boo Weekley - Leden van het Presidents Cup team 2009 - Stewart Cink - Jim Furyk - Lucas Glover - Zach Johnson - Anthony Kim - Justin Leonard - Hunter Mahan - Phil Mickelson - Sean O'Hair - Kenny Perry - Steve Stricker - Tiger Woods | - Anders gekwalificeerd - Stuart Appleby - Jason Bohn - Grégory Bourdy - Jason Day - Simon Dyson - Marcus Fraser - Bill Haas - Soren Hansen - Peter Hanson - David Horsey - Ryo Isjikawa - Michael Jonzon - Simon Khan - James Kingston - Martin Laird - Troy Matteson - Ross McGowan - Alexander Norén - Geoff Ogilvy - Ryan Palmer - Charl Schwartzel - Vijay Singh - Heath Slocum - Bo Van Pelt - Bubba Watson - Mike Weir - Oliver Wilson - Afgezegd: - Robert Allenby - Paul Azinger |